# Valentine Zuber
Pour les articles homonymes, voir Zuber.
Valentine Zuber, née en 1965 à Sainte-Colombe, est une historienne française et directrice d'études à l'École pratique des hautes études (PSL). Spécialiste de l'histoire de la liberté religieuse en Europe occidentale et de la laïcité en France et dans le monde, ses recherches portent sur l'histoire des droits de l'homme et des relations entre les Églises et les États à l'époque moderne et contemporaine.

## Biographie
Valentine Zuber est agrégée de géographie. Elle réalise un double parcours en géographie et en histoire, obtient une maîtrise d'histoire à l'université Panthéon-Sorbonne, consacrée aux protestants de Nanteuil-lès-Meaux au XVIIIe siècle, après la révocation de l'édit de Nantes, et un DEA en anthropologie comparée des religions, sur l'historiographie de la tolérance religieuse en Europe à l'École pratique des hautes études. Elle soutenu une thèse de doctorat préparée à l'EPHE intitulée « Les conflits de la tolérance (XIXe – XXe siècles) : Michel Servet entre mémoire et histoire » dirigée par Jean Baubérot en 1997. Sous la garantie de Philippe Boutry, elle a obtenu en 2013 une habilitation à diriger des recherches (HDR) intitulée « Libertés-laïcités ».
Après y avoir été maître de conférences de 1999 à 2014, elle est élue directrice d'études à l’École pratique des hautes études à la section des sciences religieuses. Elle y est titulaire de la chaire « Religions et relations internationales ». Elle est par ailleurs directrice de recherche invitée au collège des Bernardins, responsable  scientifique du séminaire de recherche "Dialogue méditerranéen sur le religieux".
Membre de nombreuses sociétés savantes, elle s'associe par ailleurs régulièrement aux travaux de la Ligue de l'enseignement[source insuffisante], de la Libre-pensée et de la Ligue des droits de l'homme. De 2015 à 2018, elle a siégé en tant que personnalité qualifiée à la Commission nationale consultative des droits de l'homme (CNCDH).
A côté de ses activités académiques et d'expertise, Valentine Zuber participe au débat public au travers de nombreuses conférences. Elle publie des tribunes régulières dans l'hebdomadaire Réforme dont elle est membre du Conseil d'administration. Elle est membre du Comité de rédaction de la Revue Études et de la Revue de l'histoire du protestantisme de la Société de l'histoire du protestantisme français. Elle a pris la direction du Conseil scientifique des Entretiens d'Auxerre en janvier 2019, à la suite du sociologue Michel Wieviorka. Elle est présidente de la Vigie de la laïcité, un organisme indépendant et citoyen, chargé de la veille, de la formation et de l’information sur le principe de laïcité, à la disposition tant du grand public, des acteurs de terrain, des médias que des responsables politiques.

## Activités de recherches
Valentine Zuber s'intéresse à l'origine idéologique des droits de l'Homme et à leurs usages sociaux dans la République. Membre du Groupe sociétés religions laïcité (GSRL) depuis la création de cette unité mixte de recherche EPHE-CNRS en 1995, elle a rejoint en 2020 l'équipe d'accueil HISTARA en 2020. Elle est aussi membre exécutif de l'Institut d'étude des religions et de la laïcité (IREL), dont le but est la formation continue des fonctionnaires à l'étude et à la connaissance du fait religieux. Elle co-dirige, avec Pierre-Olivier Léchot et Hugues Daussy, le Groupe de recherche sur l'histoire des protestantismes. Elle est également membre du comité directeur de l'Institut du genre du créée en 2012 au CNRS. 
Elle a organisé plusieurs colloques internationaux, notamment  « Rives vénérables, luttes profanes : dialogues autour de la géopolitique et des religions en Méditerranée »,  EPHE-Collège des Bernardins, à Paris les 24-25 septembre 2024, Femmes et religions en Méditerranée, les nouveaux défis, EPHE-Collège des Bernardins, à Paris le 9 septembre 2021, Histoire et postérité de la Déclaration universelle des droits de l'Homme, EPHE-CNCDH-Sciences Po, à Paris le 23 novembre 2018;  Liberté de religion et de conviction en Méditerranée : les nouveaux défis, Collège des Bernardins-EPHE-Beït Al-Hikma, à Carthage (Tunisie), les 27-29 septembre 2018; Protestantisme, judaïsme, islam, catholicisme, regards croisés sur la condition religieuse minoritaire en France et en Europe (XIXe – XXIe siècles) (Groupe de recherche sur l’histoire des protestantismes), à l'Institut protestant de théologie, le 6 mai 2017; La transmission du religieux en Méditerranée: un défi partagé, Paris, Collège des Bernardins-IESR-EPHE-Fondation du roi Abdul-Aziz, 8 avril 2016; Droits de l’homme et religions dans l’action extérieure de la France, à Paris, MAE-GSRL, le 21 mai 2014; Michel Servet (1511-1553). Hérésie et pluralisme, XVIe – XXIe siècles à la Sorbonne, Paris, 11-12 et 13 décembre 2003; Un objet de science : le catholicisme, réflexions autour de l'œuvre d'Émile Poulat à la Sorbonne Paris, 22-23 octobre 1999.

## Publications (sélection)

### Ouvrages
- L'Origine religieuse des droits de l'Homme. Le christianisme face aux libertés modernes, Genève, Labor et Fides, 2017[11].
- La Laïcité en débat. Au-delà des idées reçues, Paris, Le Cavalier bleu, 2017, 3e édition revue et corrigée, 2023.
- La Laïcité en France et dans le monde, Paris, La Documentation photographique, 2017.
- Le culte des droits de l'Homme, Paris, Gallimard, coll. « Bibliothèque des sciences humaines », 2014, 405 p. (ISBN 978-2-07-014250-7, présentation en ligne).
- Les Conflits de la tolérance, Michel Servet entre mémoire et histoire (XIXe – XXe siècles), Paris, Honoré Champion, 2004.
- Une haine oubliée. L'antiprotestantisme avant le pacte laïque (1870-1905), avec Jean Baubérot, Paris, Albin Michel, coll. « Science des Religions », 2000. (prix Eugène-Colas de l'Académie française, 2000)[12].

### Ouvrages collectifs
- Avec Blandine Chelini-Pont, Géopolitique des droits humains, Paris, Le Cavalier bleu, 2024.
- Avec Géraldine Vaughan, Préface à la réédition de Anatole Leroy-Beaulieu, Les doctrines de haine, l’antisémitisme, l’antiprotestantisme, l’anticléricalisme (1902), Paris, Payot & Rivages, Petite Bibliothèque Payot, 2022
- Avec Alexandre Boza et Emmanuel Decaux, Histoire et postérité de la Déclaration universelle des droits de l’homme, actes de la Journée d’études du 23 novembre 2018, Rennes, PUR, 2022.
- Avec Alberto Fabio Ambrosio et Jacques Huntzinger (dir.), Liberté de religion et de conviction en Méditerranée, Paris, Hermann, 2021.
- Avec Blandine Chelini-Pont et Roland Dubertrand, Géopolitique des religions. Un nouveau rôle du religieux dans les relations internationales ? Paris, Le Cavalier bleu, 2019.
- Avec Stéphanie Laithier et Jacques Huntzinger (dir.), La transmission du religieux en Méditerranée. Un défi partagé, Paris, Cerf, collection Patrimoines, 2018.
- (dir.), La liberté religieuse, Paris, Van Dieren, 2017[13].
- Avec Rita Hermon-Belot (dir.), « Regards croisés sur le fait religieux minoritaire en France et en Europe », Revue d’histoire du protestantisme, 2/IV, Paris, Droz, 2017.
- Avec Patrick Cabanel et Raphaël Liogier (dir.), Croire, s’engager, chercher. Autour de Jean Baubérot, du protestantisme à la laïcité, Turnhout, Brepols, collection BEHESR, no 174, 2016.
- Avec Jacques Huntzinger et Marjorie Moya (dir.), Laïcités et sociétés en Méditerranée, Paris, Collège des Bernardins, Lethielleux, 2012.
- (dir.), Michel Servet (1511-1553). Hérésie et pluralisme du XVIe siècle au XXIe siècle, Paris, Honoré Champion, 2007[14].
- Avec Fabienne Randaxhe (dir.), Laïcités-démocraties, des relations ambiguës, Actes du Colloque organisé par le Groupe de Sociologie des Religions et de la Laïcité, (UMR 8582 CNRS-EPHE) les 7 et le 8 décembre 1998 à l’IRESCO, Paris, Brepols, Bibliothèque de l’EPHE, section des sciences religieuses, 2003.
- Avec Jacques Potin (dir.), Dictionnaire des monothéismes, Paris, Bayard, 2003, (trad. italienne sous le titre Dizionario dei Monoteismi, sotto la direzione di Jacques Potin e Valentine Zuber, Bologne, EB, 2005, réédition partielle en italien, Dizionario del cristianesimo, EDB, Strumenti Fondamenta, Bologna, 2016).
- (dir.), Un Objet de science : le catholicisme, réflexions autour de l'œuvre d'Émile Poulat (en Sorbonne, 22-23 octobre 1999), Paris, Bayard, 2001.
- « Secularism in France and the Challenge of Populism | transcript.open - Open Access Co-Publishing Network », sur www.transcript-open.de (DOI 10.14361/9783839468272-012, consulté le 30 juin 2024)

## Distinctions

### Décorations
- Chevalier de la Légion d'honneur (nommée en 2017[15])
- Officier de l'ordre national du Mérite (nommée en 2025[16])
- Officier de l'ordre des Palmes académiques (2016)[1]

### Honneur
- 2010 : Prix Eugène-Colas de l'Académie française, pour Une haine oubliée : l'antiprotestantisme avant le pacte laïque (1870-1905), avec Jean Baubérot